# Darwin Hall
Darwin Scott Hall (* 23. Januar 1844 im Kenosha County, Wisconsin; † 23. Februar 1919 bei Olivia, Minnesota) war ein US-amerikanischer Politiker. Zwischen 1889 und 1891 vertrat er den Bundesstaat Minnesota im US-Repräsentantenhaus.

## Werdegang
Bereits im Jahr 1847 zog Darwin Hall mit seinen Eltern nach Waukaw im Winnebago County. 1856 zog die Familie nach Grand Rapids weiter. Hall besuchte die öffentlichen Schulen in diesen Orten sowie eine Schule in Elgin (Illinois) und die Markam’s Academy in Milwaukee.
Während des Bürgerkrieges war er Soldat in einem Infanterieregiment aus Wisconsin. Nach dem Krieg ließ er sich 1866 nahe Birch Cooley in Minnesota nieder. Dort arbeitete er zunächst in der Landwirtschaft. Dann begann er als Mitglied der Republikanischen Partei eine politische Laufbahn. Zwischen 1869 und 1873 war er Revisor im Renville County; von 1973 bis 1878 war er Verwaltungsangestellter am Bezirksgericht. 1876 wurde er in das Repräsentantenhaus von Minnesota gewählt. Im gleichen Jahr gründete er die Zeitung "Renville Times", die er selbst herausgab. Von 1878 bis 1886 war Hall beim Bundeskatasteramt in Benson angestellt. 1886 wurde er in den Senat von Minnesota gewählt.
Bei den Kongresswahlen des Jahres 1888 wurde Hall im dritten Wahlbezirk von Minnesota in das US-Repräsentantenhaus in Washington, D.C. gewählt, wo er am 4. März 1889 die Nachfolge von John L. MacDonald antrat. Da er bei den Wahlen des Jahres 1890 dem Demokraten Osee M. Hall unterlag, konnte er bis zum 3. März 1891 nur eine Legislaturperiode im Kongress absolvieren. Zwischen 1891 und 1893 sowie nochmals im Jahr 1897 war Hall Vorsitzender der Chippewa-Indianer-Kommission. Im Jahr 1892 nahm er als Delegierter an der Republican National Convention in Minneapolis teil, auf der Präsident Benjamin Harrison für eine zweite Amtszeit nominiert wurde.
Von 1905 bis 1910 war Darwin Hall im Vorstand der landwirtschaftlichen Gesellschaft von Minnesota. Im Jahr 1906 wurde er nochmals in den Staatssenat gewählt. Außerdem arbeitete er wieder in der Landwirtschaft. Er starb am 23. Februar 1919 in der Nähe des Ortes Olivia.